# サラソータ (フロリダ州)
サラソータ（英: Sarasota）は、アメリカ合衆国フロリダ州の都市。サラソータ郡の郡庁所在地である。人口は5万4842人（2020年）。メキシコ湾岸にあり、タンパの南方、フォートマイヤーズの北方に位置している。広域ではブレイデントン・サラソータ・ベニス都市圏を構成している。
市域には沖合のバリアー諸島が含まれる。この諸島は、リードーキーやシエスタキーなど名前の後に「キー」が付く町の近くの湾とサラソータ湾を分けている。これらのキーは質の高い砂浜で世界に知られている。現在、市域に入っているキーはリードーキー、セントアーマンズキー、オッターキー、クーンキー、バードキーと、シエスタキーの一部である。以前はシエスタキーがサラソータキーと呼ばれていた。シエスタキーとロングボートキーの全てがサラソータに属すると見なされていたことがあり、資料によって混乱している場合がある。
ロングボートキーはメキシコ湾とサラソータ湾を分ける島の中で最大だが、1921年に新しい郡境で半分に分けられた。このキーのサラソータ市域に並行する部分で、湾岸に沿って郡境まで伸びる所は、1920年代半ばにジョン・リングリングの要請で市域から外された。リングリングはキー南端の開発計画がある場所に市から課税されるのを避けようとした。この開発計画は短期間に変動した経済のために完成しなかったが、市から認められた譲歩が取り消されることはなく、以後は郡が土地の規制を行っている。
サラソータ郡と北のマナティ郡の全体を含む大都市圏企画機構に含まれている。この機構は連邦政府の規定に従って組織されている。また西中部フロリダの8郡を含む地域企画機構に属する組織の3要素の中では中心である。

## 歴史

### 前史時代
人類がフロリダに入ってきた15,000年前は、メキシコ湾の海岸線が160キロメートル西にあった。この時代は狩猟採集が生存のための主要手段だった。狩猟を行う側も犠牲になる側も水源があることが条件だった。温かい鉱泉のような深い泉と集水流域はサラソータ地域にも近くて宿営できたが、定着するには遠すぎた。
更新世の氷河が緩り融けると、より温暖な気候が北に広がり始めた。海面が上昇し始め、最終的に110メートル上昇し、フロリダの海岸線が今日の形になって、人類が定着するためには魅力的な場所になった。
サラソータの考古学調査では1万年以上前に季節によって人類が入っていたことを示している。現在の海面となってから5,000年間、サラソータ湾での漁が主要な蛋白源となり、捨てられた貝殻や魚の骨が、前史時代にサラソータに人類の定着地があり、湾の豊穣さによって維持されていたことを示している。

### 記録が残されている時代
16世紀の初期に、ヨーロッパ人が初めてこの地域を探検した。記録に残る最初のものは1513年であり、スペインの探検隊がサラソータのすぐ南、シャーロット港で上陸した。インディアンと接触した初期にインディアンに使われたスペイン人がおり、それが初期接触の証拠になっている。
18世紀半ばの地図では「Zara Zote」（サラ・ソテ）と記されている。おそらくインディアンの名前から来ており、魚や海洋貿易業者を惹き付けた隠れた湾と港のことである。間もなく湾沿いに「ランチョ」と呼ばれる漁の宿営地ができた。これは魚や亀をハバナの商品と交換したアメリカ人とキューバ人が設立したものだった。フロリダはスペイン、次にイギリス、さらにまたスペインと支配国が変わった。
1819年にアメリカ合衆国がフロリダを取得した後、1845年に州に昇格する5年前、軍隊がサラソータの湾岸にアーミステッド砦を建設した。
この砦はインディアンビーチ地域にあったと考えられ、調査が続けられている。キューバ系アメリカ人オーナーのために働いていたアフリカ人奴隷のルイス・パチェコが運営していたランチョに、砦が建設された。砦の図面がその場所を突きとめる糸口になっており、インディアンビーチに今もある重要な地形を示している。何度か疫病が流行ったために砦が放棄される直前に、セミノール族インディアンの酋長達が、差し迫っているオクラホマ準州への強制移住について話し合うために集まった。スペインがフロリダを支配しているときに、ここに移ってきたインディアン部族だった。フロリダに元からいたトコバガ族やカルーサ族などはスペイン人がもたらした疫病で絶滅していた。彼等は晩秋から春まで使う恒久的な村を維持し、夏の間は北の方にある集落に移動していた。
間もなく、残っていたセミノール族インディアンは南のビッグサイプレス湿地に移住させられ、1842年には当時連邦政府が保持していたサラソータの土地は、アメリカ合衆国議会で成立した武装占領法によってヨーロッパ系開拓者に開放され、私有された。ルイス・パチェコまでもインディアンと共にオクラホマに送られた。

### パイオニアの家族
1840年代にかなりの数のヨーロッパ系開拓者が入ってきた。この地域は既に18世紀初期の地図にもスペイン語で「サラソテ」という名前があり、サラソータと呼ばれるようになっていた。初期の開拓者はこの地の気候と、サラソータ湾の豊穣さに惹き付けられて入ってきた。
サラソータは、時代に応じてアメリカ合衆国の幾つかの郡によって統治された。1819年にアメリカ合衆国が取得してから、フロリダが州に昇格したのは1845年だった。1834年にアラチュア郡とモンロー郡からヒルズボロ郡が作られ、初期の土地権利が取得されていった。1855年、ヒルズボロ郡が分割され、サラソータはマナティ郡に入って、それが1921年まで続き、その年にマナティ郡から3つの新郡が作られた。その1つがサラソータ郡と呼ばれ、サラソータ市が郡庁所在地になった。市域はボウリーズ・クリークまで広がっていた時期もあったが、マナティ郡を含め2つの郡が利用する空港を共同で管理できるよう、空港の中に恣意的な境界線が引かれた。新しい郡境より北で、ボウリーズ・クリークより南の資産記録や通りの住所は、郵便用にサラソータという住所が固まっていたので、そのままとなった。
南北戦争で敗北したことによりフロリダ州が負った負債を償還するため、1880年代には州の中央部に灌漑が施され、北部や海外の開発業者に販売された。

#### ウィテカー家
ウィリアム・ウィテカーは1821年にジョージア州サバンナで生まれた。現在のサラソータ市に恒久的に入植したヨーロッパ系開拓者として、最初の文書に残っている者である。ウィテカー以前には、キューバ人とアメリカ人の漁師がサラソータ湾沿いに漁のための宿営地、すなわちランチョを作っていたが、年間を通して使われてはいなかった。ウィテカーはマナティ川沿いのマナティ集落で過ごした後、現在の11番通りのすぐ北にあるイエロー・ブラフスの上に家を建てた。海岸で働くキューバ人交易業者に干し魚と魚卵を売っていた。1847年には牛を飼い始めた。
1851年、ウィテカーはメアリー・ジェイン・ワイアットと結婚した。メアリーはマナティ川沿いを北東に約13マイル (21 km) にあったマナティ集落に入植していた家族の一員だった。孤立した開拓者が直面する困難さはあったが、11人の子供を育てた。
その困難さの中には家を壊された襲撃があった。これは、以前は友好的だったセミノール族インディアンの酋長ホラタミッコ、別名ビリー・ボウレッグズが指揮したものだった。家族が傷つけられることは無かったが、家は焼け落ちた。
ウィテカーは家を再建し、繁栄を続けた。その家産の跡は1980年代に行われた開発のために保存されていない。墓地は残っている。1930年代、その墓地は「アメリカ独立戦争の娘達」に寄贈された。ただし、余地が残っている限り、ウィテカー家の家族とその子孫が埋葬されるという条件が付いていた。全体では85の区画があり、その内39は年代が分かる。

#### ウェッブ家
1867年、ニューヨーク州ユーティカから、ウェッブ家が入植できる場所を求めてフロリダに到着した。キーウェストに来た後で、スペイン人交易業者と出会った。その業者が家産を作るための良い場所として、サラソータ湾沿いの高い崖の上の土地について話した。ウェッブ家はその崖を探してサラソータに到着し、事情をウィリアム・ウィテカーに話した。ウィテカーは話の通りの場所に彼等を連れて行った。その場所はウィテカー家の家産から数マイル南にあった。ウェッブ家はそこに入植した後で、スペイン人交易業者に因んでそこを「スパニッシュポイント」と名付けた。
ウェッブ家は郵便を出すためにかなり遠い所まで行かなければならず、その状態が20年間近く続いた。1884年、ジョン・ウェッブは郵便用の住所を請願した。連邦政府の規則で新しい住所には単語1つであることを求めていたので、「オスプレイ」という名前を選んだ。この住所の周辺に新しい町が成長した。サラソータという名前に関して似たような文書は無いが、単語1つという規則によって "Zara Zota" あるいは "Sara Sota" という名前が "Sarasota" に変えられた可能性がある。

#### ブラウニング家
1885年、サラソータに「スコッツ・コロニー」が設立され、繁栄する町に建設された熱帯のパラダイスと表現されていた。フロリダ・モーゲージ・アンド・インベストメント会社が販売する前に区画が分けられ、測量が行われていた。12月に「オーミストン・コロニー」に投資家達が船で到着したとき、水の中を歩いて岸に行かねばならず、約束された家も店も通りも無い原始のままの土地があるだけだった。数週間後には降雪で妨げられもした。
ブラウニング家など数家族のスコットランド人がサラソータに残り、開発業者のジョン・ハミルトン・ジレスピーの家族も一緒だった。ジレスピーはフロリダ・モーゲージ・アンド・インベストメント会社のマネジャーであり、失敗したコロニーの計画に沿ってサラソータの開発を始めた。1887年、デ・ソータ・ホテルを建設して、2月25日に開業し、大きな社交行事や祝賀会を開催した。1886年5月、2ホールのゴルフ場を完成させており、アメリカ合衆国では初めてのゴルフ場と考えられている。1905年までにその趣味にもなっていたゴルフをするために、広さ110エーカー (45 ha)、9ホールのゴルフ場を完成させた。最終的には湾岸に建設された港に観光客が来るようになった。

#### ウィルソン家
1899年、ローズ・フィリップス・ウィルソンとその夫C・V・S・ウィルソンが、「サラソータ・タイムズ」新聞社を設立した。サラソータで発行された最初の新聞であり、1910年に夫が死んだ後も、ローズは1923年まで一人で新聞の発行を続けた。多くの組織を通じて町の指導層に入り、多くの問題について論説を書いた。
ジャーナリズムの同業者からも敬意を集め、「ターポン・スプリングス・リーダー」は、ローズが所有していたときのタイムズを「州内で最良の週刊紙」に挙げていた。州議会がサラソータ郡を設立する法案を通したとき、それを伝える電報を送ったのがローズ・ウィルソン宛てだった。住民投票でマナティーからの分離を承認したとき、ウィルソンは新聞名を「サラソータ郡タイムズ」に変えた。
ローズ・ウィルソンは、第一次世界大戦、1920年代の好況時代、世界恐慌、第二次世界大戦、さらに1950年代の第二次好況時代を生きた。1923年に新聞発行から引退したあとも、影響力ある「夫人クラブ」など地元団体の多くで活動を続け、1940年代には第一長老派教会の若者のために教師と庇護者となって時間を割いた。1964年に88歳で亡くなった。

## 20世紀の発展
サラソータ村は1902年に州の指導要領に従い、町として地方政府を法人化した。ジョン・ハミルトン・ジレスピーが町長になった。1912年に区画整理が行われ、1913年には市として法人化された。初代市長はA・B・エドワーズだった。

### オーウェン・バーンズ
オーウェン・バーンズは釣りのためにサラソータに来て、一生をすごすことになった。市内で最大の土地所有者になっただけでなく、銀行を設立し、その他の事業の発展を促進し、橋、目印となる建物、邸宅を建設した。港を浚渫し、再生された土で新しいベイフロントを作りだした。観光客を呼ぶためにバーンズ・コートなど新しい開発を行い、地域発展のための推進力とするために商業施設を建設した。
ジョン・リングリングと組んでバリア諸島の開発も手がけたが、リングリングが開発協定の条項を遂行できなかったときに破産した。1925年、バーンズはエル・バーノナ・ホテルを建設し、妻のバーノナ・ヒル・フリーマン・バーンズに因んで命名した。このホテルの開業から間もなく、フロリダの土地ブームが弾け、共同事業契約を全うできなかったためにその財政に致命的な打撃を受けた。この機会を掴んでホテルを買収したのがジョン・リングリングだったが、数年後に株式市場が崩壊し、リングリングも同じ憂き目を見た。
バーンズは、彼が建設した建物、橋などで全国から観光客をサラソータに呼ぶことに貢献した。5人の子供がおり、その中でもリリアン・G・バーンズは地域で最も重要な歴史家となった。

### バーサ・パーマー

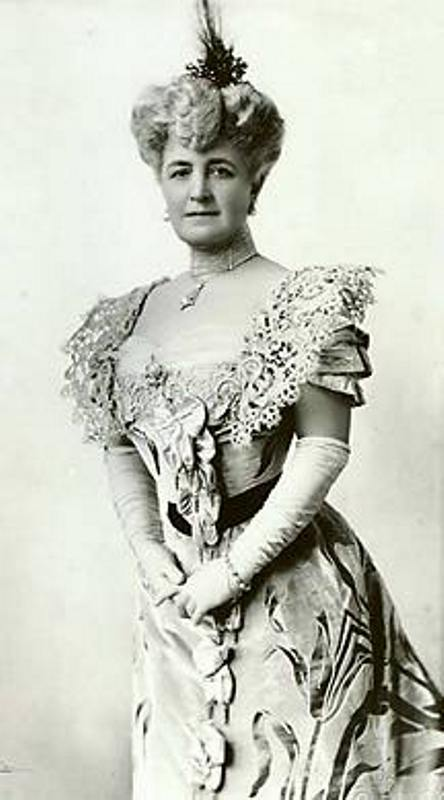
バーサ・オノレ・パーマー、20世紀初めで最大の土地所有者、牧場主、農園主、開発者、サラソータを国内富裕層の冬の滞在地とし、州内で農園と牛の飼育業を革新させた、サラソータ郡歴史会館蔵

バーサ・オノレ・パーマーは20世紀初め頃に地域最大の土地所有者、牧場主、農園主、開発者であり、9万エーカー (360 km2) 以上の土地を所有していた。A・B・エドワーズがシカゴの新聞に載せた広告を見て、サラソータにやってきた。エドワーズとはその後も事業での関係を続けることになった。市内メインストリートのファイブポインツに設立したパーマー国定銀行は、世界恐慌の間もその息子が率いて強力な銀行として生き残り、1976年にサウスイースト銀行と合併した。
バーサ・パーマーは現在のマイアッカ川州立公園にも広大な土地を所有していた。当時は牧場として使っていた。牛の飼育を可能にする革新的な方法を開発して実行し、州内でも大きな存在になった。そのメドウスウィート農園では、大規模農業と酪農業を始め、国内各所の市場に出荷できるほど作物の生産を可能にする手法開発に重大な貢献を果たした。その実験は州の農業管理部門と協業していた。
ヨーロッパでの戦争が脅威になってくると、パーマーはその社交界の仲間にサラソータの美しさと、外国の典型的な観光地の代わりとする利点を売り込んだ。パーマーはウェッブ家が持っていた敷地に冬の家を建てた。地域に初めて来る人々に訴えるリゾートを建設した。金持ちが冬に隠棲する流行の場所として、また観光客が休暇を過ごす場所としてのサラソータを作り上げ、それが戦後まで継続し、1920年代に、さらに第二次世界大戦後も国内で大きく発展した新しい富裕層にもてはやされた。
パーマーが出した初期の宣伝の中で、サラソータ湾をナポリ湾に喩え、また釣りの面白さを売り込んでいた。時と共に湾の豊穣さが観光客を集め続け、過漁によって資源が枯渇するまでに至った。
パーマーは元のウェッブ家の建築群の大半を守り、敷地を大きく拡大した。その敷地は歴史あるスパニッシュポイントとしてアメリカ合衆国国家歴史登録財に登録され、無料で一般公開されている。しかし、パーマーが観光客を泊めていたジ・オークスは保存されていない。
オーウェン・バーンズも1910年にサラソータに来ており、バーサ・パーマーの直ぐ後だった。バーンズは直ぐに現在の市内で最大の土地所有者になったので、パーマーが所有していた大きなサラソータの土地の多くは、現在のサラソータ郡（パーマーの存命中は郡になっていなかった）にある。市内の道の多くはパーマーが作ったトレイルに彼女が付けた名前を残している。しかしパーマーは他の者達と共に市内の投機にも加わっており、未開発の土地を大量に購入したので、多くの土地に彼女あるいはその息子の名前が残っている。
パーマーの息子がその事業を継ぎ、1918年にバーサが亡くなった後も、サラソータの投資家であり、篤志家でもあった。休暇を過ごす場所やシックな冬の家として世界中の注目を浴びたこと以外にも、パーマーが導入した牧畜業と農業の改良で知られ、彼女が所有した土地にあるオスカー・シェアラー州立公園の一部と、広大なマイアッカ川州立公園の2つはサラソータに彼女が残した偉大な遺産だということができる。

### その他の開発
地域のその他の町も法人化されあるいは成長して町になった。それらはベイフロントとは全く異なる特性がある。ベイフロントは現在の10番通りで終わっている。これらの町はサラソータが成長するに連れて吸収されていったが、幾らかはその名前を残し、現在は地区として認識されている。オーバータウン、ベイヘイブン、インディアンビーチ、シェルビーチ、ビーリッジ、フルートビルなどのコミュニティは、現在そこに住んでいる人々の記憶から消えていくしかなかった。オーバータウンは拡大して、現在ローズマリー地区と指定されている場所を含むようになり、ニュータウンの領域がそれと合流した。リングリング芸術デザインカレッジは、ベイヘイブンの町のために開発されたホテルをその管理棟に含んでいる。それが建設されたのはオールド・ブレイデントン道路が北のマナティ川に向かう大通りだった。この道路はボウリーズ・クリークの一番広い部分を避けて渡っていた。タミアミ・トレイルが1920年代に開発され、クリークを渡す橋は開発を妨げる自然の障害として取り外された。シェルビーチは湾に沿った高台に大きな荘園を建設する場所となり、サファイアショアーズとジ・アップランズの開発地となっている。
キャサリン・マクレランとデイジエッタ・マクレランの姉妹がこの時期の土地開発業者になった。彼女たちはマクレランパークの小区画を作り、中心街の南にある最も重要で成功した住宅地区となっている。その区画は1913年に登記された。大規模開発によく使われた典型的な格子状の区画とは異なり、密に組み合わされた町となり、ヨットの桟橋、テニスコートなどレクリエーション・スポーツ用の施設を備えた。
サラソータの開発では女性が重要な役割を演じた。おそらく多くの町とそれほど変わるものではないが、サラソータの歴史がその役割を文書として残している。バーサ・パーマーはここではそれほど異質なものではなく、サラソータ郡歴史会館の郡の記録を探せば、他にも多くの例を見つけられる。
サラソータ北部の地域はリングリング兄弟の多くを惹き付けた。彼等は20世紀の初め頃にサーカスの大物としてその富みを築いた。リングリング兄弟サーカスはまだ1つの団体に統合されていなかった。
メアリー・ルイーズとチャールズ・N・トンプソンが1895年にシェルビーチの区画割りを行った。トンプソンの邸宅がそこで最初の住宅となった。現在のサンサークルからほぼボウリーズ・クリークまで伸びていた。1911年からメイブルとジョン・リングリングがそこの家で冬を過ごすようになり、最終的にはサラソータにおける恒久的な冬の家として、大きな区画を購入した。トンプソンは土地開発業者であると共に、別のサーカスのマネジャーでもあった。冬の隠棲地と同時に土地への投機のためにサラソータにリングリング家の数人を招いた。
まず、アルフ・T・リングリングの一家が広大な土地を持って、ウィットフィールド・エステイツ地域に入った。チャールズとジョン・リングリングの家族が続き、さらに南に住んだ。間もなく子供達や一族がサラソータにおけるリングリン家の存在感を高めた。1919年にアルフ・T・リングリングが死んだ後、リングリング兄弟サーカスがサラソータを冬の家とし、チャールズ・リングリングが業務を引き継いだ。
チャールズ・N・トンプソンがリングリング兄弟サーカスのスタッフに加わり、小さいサーカスや下火のサーカスの買収を始め、それらを別々に興行させた。1919年、これらを巨大なサーカスに統合し、「地球最大のショー」と呼んだ。このとき設立者5人兄弟の2人だけが存命だったが、家族の他の者達が事業に加わったり、理事会に入ったりした。出演者やスタッフがサラソータに定着し始め、リングリング・サーカスをサラソータの町の一部にした。
第一次世界大戦が終わると、サラソータでも経済好況が始まった。市は新しい仕事、投資先を求める人で溢れ、初期開発者が作っていたシックな社交界が求められた。

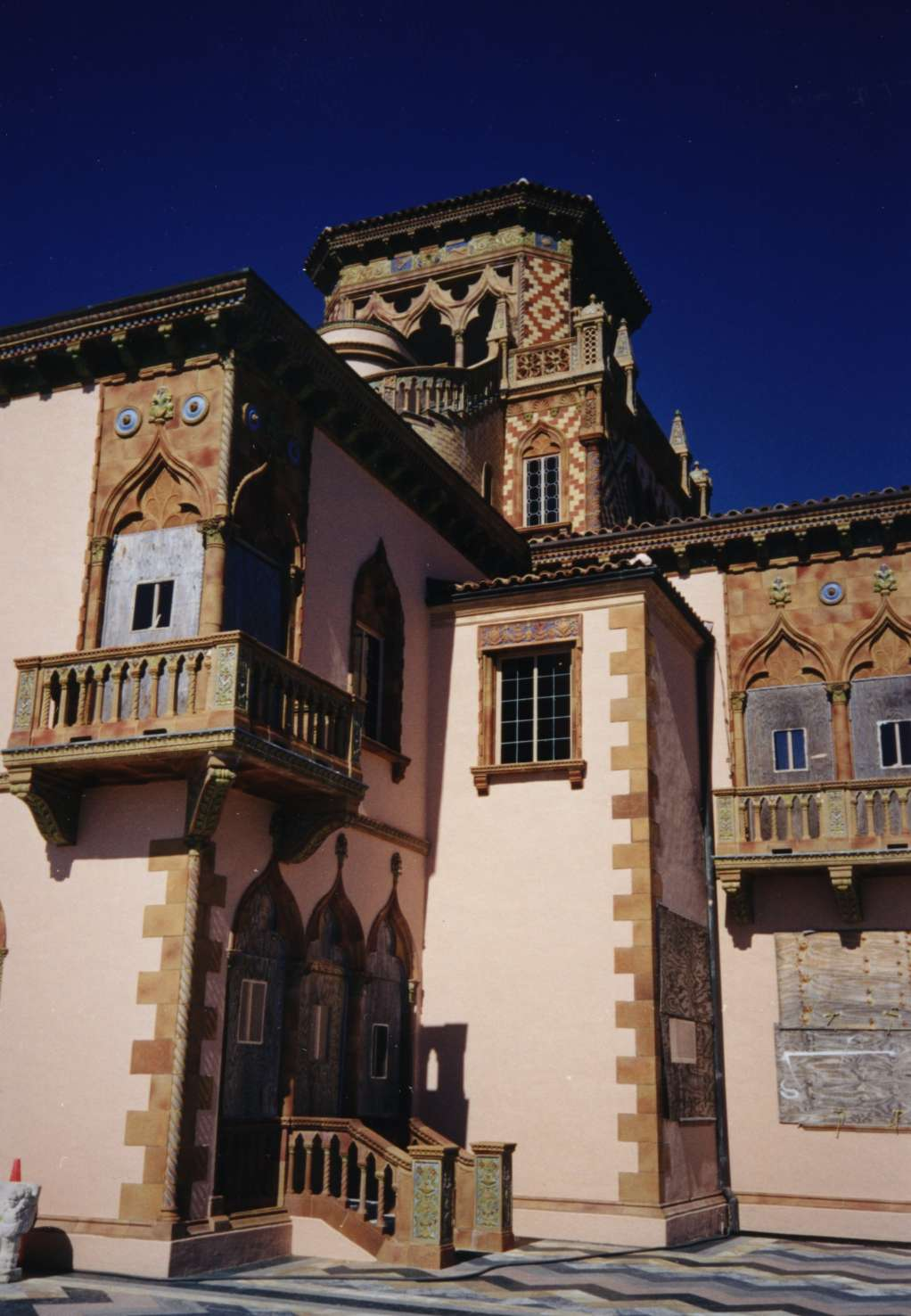
メイブルとジョン・リングリングが1925年に立てた住居「サ・ドザン」、アメリカ合衆国国家歴史登録財に指定されている。建築家はドワイト・ジェイムズ・バウム、建設はオーウェン・バーンズ

トンプソンのシェルビーチで、エレンとラルフ・ケイプルズが冬の家を建てた区画の隣に、メイブルとジョン・リングリングが家を建てた。これは間もなく博物館となった。エディスとチャールズ・リングリングが、その娘ヘスター・リングリング・ランドキャスター・サンフォードの家を含む複合的な家屋を建設した。
シェルビーチのすぐ北にある次に大きな区画は、エレン・ケイプルズからメイブルとジョン・リングリング、さらに他の者へと1947年まで開発されずに何度か所有者が変わった。その後、ジ・アップランズとして開発された。その区画に関わる昔の人は、バーサ・パーマー、その息子のオノレ、A・B・エドワーズであり、その名前が市内の通りに付けられている。
この区画に向き合う土地は1925年に、新しい小区画を造る意図で、シーゲイトとして再区割りされた。1929年、ここにグウェンドリンとパウェル・クロスリーがその冬の家を建てた。これら歴史ある家屋と博物館は全てアメリカ合衆国国家歴史登録財に登録されている。
インディアンビーチのサファイアショアーズ地区はそのすぐ南に成長し、湾沿いに大きな家が建てられた。サファイアショアーズには、先に挙げた裕福な人々の社会と密接に関わることを願った、あるいは関わっていた、専門家や退職者の家屋ができた。一時期別の町だったインディアンビーチには、1920年代の好景気に立てられた新しい流行の建物の中で生き残った開拓者の家屋が入っていた。

### 開発者としてのチャールズ・リングリング
チャールズ・リングリングは土地に投資し、開発し、銀行を作った。サラソータの市民生活に参加し、新しい事業を始める起業家に助言した。その銀行から生まれたばかりの企業に金を貸した。事業の創設を奨励し、新設の郡に土地を寄付し、町への贈り物としてそこに郡政府の事務所と庁舎も建てた。
リングリング・ブールバードはチャールズ・リングリングに因む命名である。ベイフロントのタミアミ・トレイルから曲がりながら東に進み、冬のサーカス本部に向かっていた。チャールズ・リングリングがシカゴ建築様式で建設した高層のサラソータ・テラス・ホテルがあるワシントン・ブルバードと交差している。ホテルの向かいにはチャールズが寄付した郡庁舎がある。当時は列車を使えば容易に行けた。
チャールズ・リングリングとその妻エディスは1920年代初期にベイフロントの冬の家を建て始めた。チャールズはそれが完成した直後の1926年に死亡した。その後の数十年間、エディスがそこに留まり、サーカスの管理者としての役割を続け、夫の仕事の多くを引き継ぎ、コミュニティでは文化的活動を続けた。その娘のヘスターとその息子達はサラソータの劇とミュージカルの世界で活動した。エディス・リングリング・エステイツと国際的に知られるようになった所は、現在ニュー・カレッジ・オブ・フロリダのキャンパスになっている。

### ジョン・リングリングとオーウェン・バーンズの共同事業
ジョン・リングリングは、メキシコ湾と浅いサラソータ湾を分ける、キーと呼ばれるバリアー諸島の開発に大きな投資を行った。サラソータでは幾つかの会社と開発計画を持っていたが、オーウェン・バーンズと共同で、「リングリング・アイルズ・エステイツ」と呼んだ会社を興し、キーを開発した。バーンズはリードーキーの全てを所有していた。それら所有地を開発するために、オーウェン・バーンズが島まで橋を建設した。最後はリングリングはその橋の保守を任せるために市政府に寄付した。彼等はその道をジョン・リングリング・ブールバードと名付けた。セントアーマンドキーの中心にはハーディング・サークルがあり、それを取り巻く道路は、その他の大統領の名前となっている。スノーバードと呼ばれた人々の冬の家が集まり、富裕層に販売された。

### 1920年代恐慌の先端
「狂騒の20年代」はサラソータでは早く終わった。世界恐慌に繋がる金融問題に影響されたのは、フロリダが国内でも最初の地域だった。1926年、土地開発投機がフロリダ州東岸の銀行破綻と共に崩壊を始めた。これは国内の大部分よりもかなり早い時期だった。金融危機がフロリダ中に広がった。ジョン・リングリングは当初経済崩壊からも利益を出していた。リングリングは別の計画で会社の金を遣い、共同経営者のオーウェン・バーンズを破産に追い込んだ。その計画も失敗した。後にバーンズからランドマークであるエル・バーノナ・ホテルを、端金で買収した。しかし、ジョン・リングリングもその資産の大半を失った。1929年6月に妻のメイブルが死亡した直後に、その持ち株が下落して逆境が始まった。
市場崩壊の直前にリングリングは他のサーカスを幾つか買収し、それら既存のものと統合して株式市場でその株を売ろうとしていた。市場崩壊でその計画が終わった。リングリングは高価な美術品に投資していたが、バリアー諸島の1つに立てるリッツ・ホテルのような大きな計画が未完成だった。博物館に付属する美術学校の計画は放棄した。サラソータに別の者が立てた美術学校にその名前を使うことは承認したが、渋々だった。
エディス・リングリングなど一家のメンバーを含むサーカスの理事会は、ジョン・リングリングを外し、サムエル・ガンパーツを役員に据えた。ジョン・リングリングは1936年に死去する時までに、破産に近い状態になっていた。その資産は美術品コレクションと共に州に遺贈していたので救われ、破産になる直前に死亡した。資産に関する写真が博物館に残っており、その死亡時に残っていた銀行預金が400ドルに過ぎなかったことが分かる。甥のジョン・リングリング・ノースが、その資産が失われないよう長年苦闘した。

### 新しい都市計画
1925年、都市計画家ジョン・ノーレンが市中心街の開発計画策定のために雇用された。ノーレンはベイフロントの近くはアーチ状に道路を配し、その先は格子状にした。北は10番通りから南はマウンドまでが入っていた。この計画は当時の市が発展している方向に密接に繋がっていた。
中心街の通り名や番号はこのとき現在のものに変えられた。当時番号付き通りは、バーンズ広場とバーンズの三角形の建物がオレンジ・アベニューとパイナップル・アベニューの交差点を分ける場所を1番通りとして始まっていた。ノーレンはこれを北に移し、現在のメインストリートの上から始まるようにした。メインストリートの外れ、ホーバー・アーケードにある市役所はウォーターフロントにあり、そこから市の桟橋が伸びていた。そこが新しい市の中心だった。自動車や荷物はそのアーケードを通ることができ、鉄道は直接ターミナルまで敷かれた。
この新計画は、市役所をベイフロントで強調しており、市の中核にしていた。中心街のベイフロントと市の北部を湾岸で繋ぐブロードウェイは、建設中だったタミアミ・トレイルの一部となった。このトレイルはアメリカ国道41号線の一部となり、1928年にはタンパ市とマイアミ市を繋いだ（このことからトレイルの名前となった）。マナティ郡北部ではアメリカ国道301号線と接続し、「ドッグレッグ」で曲がって西のコルテス道路に向かっていた。サラソータ市内では東に転じてメイストリートで中心街を抜け、ワシントン・ブールバードで再度アメリカ国道301号線と合流した。
この計画は1960年代に放棄された。タミアミ・トレイルの走行速度を上げる要求のために市役所を解体することとなり、ベイフロントをそのまま通過するよう付け替えられた。20世紀の最後の10年間までに、自動車の交通量が増え、人間は歩いて交差点を渡るのが難しくなっていた。この時期の計画は中心街を再度ベイフロントに結びつけ、ベイフロントの道路から高規格道路の指定を外すことが求められていた。ニューアーバニズムの概念で、町を歩いていくことができ、最も美しい財産であるサラソータ湾を最大限生かすよう再生させることに集中された。騒音を減らす手段としてロータリーが検討され、利用が増えている自転車と歩行者の中で、自動車の動きを安全で効率的なものとする優美な設計に統合するものとし、合わせて大気汚染を減らす事も目された。

## 21世紀
アメリカ同時多発テロ事件の際、ジョージ・W・ブッシュ大統領は教育政策の成功をアピールする為に同地にあるエマ・E・ブッカー小学校を視察していた。『ペットの羊』を朗読している最中にニューヨーク市の世界貿易センタービルが「攻撃」されたことを知らされた（小学校に入る前に1機目の飛行機が衝突しておりその情報も大統領には知らされていたが、大半のメディア報道と同様に「事故である」という認識だった）。動揺を与えない為に朗読を予定通り読み終えた大統領はその後の記者会見で「アメリカは攻撃を受けている」と宣言した。
2010年、市内にグーグル・ファイバーを導入するために、一時的に市内の島が「グーグル島」と改名された。

### 新たな景気の後退
1950年代の好景気は崩壊して終わったが、1920年代半ばに起こって大変な影響を与えた最初の土地投機崩壊からおよそ100年近くが経ち、サラソータは2008年不動産危機の中心となった。1990年代後半に始まっていた大量の不動産投機が2000年代初期に劇的に拡大していたので、抵当権設定がお粗末な案件と共に金融の信用問題が続いた。投機のために急上昇した資産価値から下降が始まると、抵当権が大問題になった。資産は設定された抵当権の価値が無くなり、大きな差が出たものもあった。資産価値が低いままに留まり、そのために政府の税収が減ったことで、担保権執行の行使率が拡大した。これはほぼ全国的な問題となり、他国にも波及した。この問題はまだ終わっていないが、新たなブームの崩壊と呼ばれる可能性がある。これは未開発の土地やフロリダだけの問題ではなく、資産価値に基づいた家屋の抵当権に始まっており、大きな金融危機に繋がったものである。

## 地理と気候
サラソータ市は北緯27度20分14秒 西経82度32分7秒 / 北緯27.33722度 西経82.53528度 (27.337273, −82.535318)に位置している。
アメリカ合衆国国勢調査局に拠れば、郡域全面積は25.9平方マイル (67 km2)であり、このうち陸地14.9平方マイル (38.6 km2)、水域は11.0平方マイル (39 km2)で水域率は42.58%である。
サラソータは温暖湿潤気候であり、夏は暑く、冬は温暖であり、年間を通じて湿度が高い。はっきりした雨期と乾期があり、雨期は6月から9月まで、乾期は10月から5月である。
| サラソータの気候          | サラソータの気候 | サラソータの気候 | サラソータの気候 | サラソータの気候 | サラソータの気候 | サラソータの気候 | サラソータの気候 | サラソータの気候 | サラソータの気候 | サラソータの気候 | サラソータの気候 | サラソータの気候 | サラソータの気候 |
| 月                        | 1月              | 2月              | 3月              | 4月              | 5月              | 6月              | 7月              | 8月              | 9月              | 10月             | 11月             | 12月             | 年               |
| ------------------------- | ---------------- | ---------------- | ---------------- | ---------------- | ---------------- | ---------------- | ---------------- | ---------------- | ---------------- | ---------------- | ---------------- | ---------------- | ---------------- |
| 最高気温記録 °F （°C）    | 89 (32)          | 88 (31)          | 90 (32)          | 94 (34)          | 95 (35)          | 100 (38)         | 100 (38)         | 99 (37)          | 97 (36)          | 95 (35)          | 90 (32)          | 89 (32)          | 100 (38)         |
| 平均最高気温 °F （°C）    | 72 (22)          | 74 (23)          | 77 (25)          | 82 (28)          | 87 (31)          | 90 (32)          | 91 (33)          | 91 (33)          | 90 (32)          | 85 (29)          | 80 (27)          | 74 (23)          | 83 (28)          |
| 平均最低気温 °F （°C）    | 51 (11)          | 53 (12)          | 57 (14)          | 60 (16)          | 65 (18)          | 74 (23)          | 73 (23)          | 73 (23)          | 72 (22)          | 65 (18)          | 59 (15)          | 53 (12)          | 63 (17)          |
| 最低気温記録 °F （°C）    | 23 (−5)          | 24 (−4)          | 30 (−1)          | 38 (3)           | 46 (8)           | 52 (11)          | 62 (17)          | 60 (16)          | 59 (15)          | 44 (7)           | 29 (−2)          | 20 (−7)          | 20 (−7)          |
| 降水量 inch （mm）        | 2.94 (74.7)      | 2.66 (67.6)      | 3.36 (85.3)      | 1.85 (47)        | 2.85 (72.4)      | 7.41 (188.2)     | 8.71 (221.2)     | 9.43 (239.5)     | 7.25 (184.1)     | 2.88 (73.2)      | 2.35 (59.7)      | 2.45 (62.2)      | 54.14 (1,375.2)  |
| 出典：The Weather Channel |                  |                  |                  |                  |                  |                  |                  |                  |                  |                  |                  |                  |                  |

## 人口動態
以下は2000年国勢調査による人口統計データである。
| 基礎データ - 人口: 52,715 人 - 世帯数: 23,427 世帯 - 家族数: 12,064 家族 - 人口密度: 1,366.9人/km2（3,539.8 人/mi2） - 住居数: 26,898 軒 - 住居密度: 697.5軒/km2（1,806.2 軒/mi2） 人種別人口構成 - 白人: 76.91% - アフリカン・アメリカン: 16.02% - ネイティブ・アメリカン: 0.35% - アジア人: 1.02% - 太平洋諸島系: 0.05% - その他の人種: 3.74% - 混血: 1.91% - ヒスパニック・ラテン系: 11.92% 年齢別人口構成 - 18歳未満: 18.4% - 18-24歳: 9.2% - 25-44歳: 27.9% - 45-64歳: 22.5% - 65歳以上: 22.0% - 年齢の中央値: 41歳 - 性比（女性100人あたり男性の人口） - 総人口: 94.6 - 18歳以上: 92.8 | 世帯と家族（対世帯数） - 18歳未満の子供がいる: 19.7% - 結婚・同居している夫婦: 35.3% - 未婚・離婚・死別女性が世帯主: 12.3% - 非家族世帯: 48.5% - 単身世帯: 38.3% - 65歳以上の老人1人暮らし: 16.3% - 平均構成人数 - 世帯: 2.12人 - 家族: 2.81人 収入と家計 - 収入の中央値 - 世帯: 34,077米ドル - 家族: 40,398米ドル - 性別 - 男性: 26,604米ドル - 女性: 23,510米ドル - 人口1人あたり収入: 23,197米ドル - 貧困線以下 - 対人口: 16.7% - 対家族数: 12.4% - 18歳未満: 28.5% - 65歳以上: 7.7% |

サラソータ郡の場合では、2005年から2007年のデータで、人口368,000人、女性192,000人（52%）、男性176,000人（48%）だった。
サラソータ郡の年齢別人口構成（2005年から2007年）
年齢別人口
- 18歳未満: 17%
- 18-24歳: 6%
- 25-44歳: 21%
- 45-64歳: 27%
- 65歳以上: 30%

1つの人種のみを申告した人の比率では、白人が92%、黒人4%、インディアン0.5%未満、アジア人1%、太平洋諸島系0.5%未満、その他の人種2%だった。混血は1%だった。人種によらずヒスパニック系は7%だった。また非ヒスパニック系白人の比率は87%だった。
郡の一人当たり収入は28,326米ドル、女性の収入中央値は25,721 米ドル、男性の場合は32,114米ドルだった。
郡の世帯当たり収入中央値は49,030米ドルだった。世帯の63%には収入があり、28%は社会保障以外の年金があった。世帯の55%が社会保障を受けていた。社会保障からの平均年収は16,654米ドルだった。これら収入源は排他的なものではなく、1つ以上の収入源から得ている世帯もある。
2010年の国勢調査でサラソータ市の人口は51,917人だった。人種構成では、非ヒスパニック系白人65.6%、黒人15.1%、インディアン0.4%、インド系0.3%、その他のアジア人1.0%、その他の人種0.2%、混血2.3%、ヒスパニック系16.6%となっていた。

## 市政府
サラソータ市政府は1913年に法人化され、町政から市政に転換され、名称もサラソータ市に変わった。1921年にサラソータ郡からマナティ郡から分離したときに、郡庁所在地に指定された。1940年代、市政委員会・マネジャー方式を採用し、住民投票で選出される5人の委員で構成される市政委員会が統治している。毎年4月に、委員の互選により儀礼的な肩書きである市長と副市長を選んでいる。
市政の中で、教育、図書館、湾そのもの、主要水路、郡道、空港、消防、資産税と従価税、選挙、健康管理、拡張サービス、洪水制御、蚊の駆除、裁判所、監獄は郡政府が監督している。郡政委員の選挙は市民にとって重要なことになっている。
2006年1月、全国ホームレスのための連合と全国ホームレスと貧者のための法律センターが発行した『否定された夢: アメリカ合衆国の都市におけるホームレスというものの犯罪化』という報告書で、サラソータ市は20の「けちな都市」の中でも第1位に挙げられていた。サラソータ市が2005年に出した条例では、「公的資産の外で許可無く眠る事は違法であり、私有財産においては既に違法としている通りである」としていた。
サラソータ市政府はその市域の中で次のサービスを行っている。
- サラソータ警察署
- 公共事業、家庭ゴミの回収
- 水道事業
- 公園とレクリエーション施設、バンウィゼル芸能ホールを含む

## 文化
1925年、A・B・エドワーズが芸能公演にも映画上映にも対応できる劇場を建設した。パイナップル・アベニューと第2通りの交差点にあり、オペラ上演のために改修され使われてきた。アメリカ合衆国国家歴史登録財に指定されている。
1949年にルース・コットン・バトラーが設立したサラソータ・オーケストラがあり、長年フロリダ西海岸交響楽団と呼ばれている。3週間にわたるサラソータ音楽祭を開催しており、世界的に認知され、室内楽の著名な教師や優れた生徒を集めている。
1950年代初期、ジョン・アンド・メイブル・リングリング美術館が、歴史あるイタリアの劇場「アソロ」を買収した。美術館の初代支配人であるA・エバレット・"シック"・オースティンが、この買収と、劇やオペラを公演できる劇場への再組み立てを手配した。この劇場は当初1798年に建設されたものであり、1930年代は分解され倉庫に入っていた。ベニスのコレクターかつディーラーのアドルフ・レーウィが劇場を買収し、サラソータに運ぶまで倉庫に部品を保管していた。この劇場は美術館の北ウィング西に拡張された建物のなかで再組み立てされた。そこは、ジョン・リングリングが美術学校を建てようとして実現しなかった場所だった。歴史ある劇場を納めた新しい建物は、小人の像をあしらった小さな庭園で美術館と隔てられている。1980年代、この劇場は外国映画クラブが使用し、毎週月曜日の夜に映画が上映された。このクラブが拡大し、中心街バーンズ広場近くのバーンズ・コートに独自の劇場を建設した。
後に地元の建築家スチュアート・バーガーが別の「アソロ劇場」を設計し建設を監督して、フロリダ州立大学芸能センターに納めた。複数の舞台がある施設であり、ジョン・アンド・メイブル・リングリング美術館敷地のさらに東に位置し、ベイショア道路とタミアミ・トレイルの間にあり、リングリング・プラザのある南を向いている。元々ロココ時代に建てられた歴史あるスコットランドの劇場であり、フロリダまで運ばれた。この施設はフロリダ州立大学の芸能科であるアソロ俳優訓練学校の学生のための会場と施設になっている。ここは数年間サラソータ・フランス映画祭の管理事務所になっていた。市内の会場がフランスの映画やスターに焦点を当てた映画や行事のために使われた。
1960年代にバンウィゼルがベイフロントに芸能ホールを建てることを可能にした。その会場バンウィゼル芸能ホールはフランク・ロイド・ライトの後継会社であるタリーシン・アソシエイテッド・アーキテクツのチームがウィリアム・ウェズリー・ピーターズの指揮で設計した。ライトの未亡人オルギバナ・ロイド・ライトがこのプロジェクトに参加し、紫色を選んだ。
その他のサラソータ市の文化的な呼び物として、サラソータ・バレー、サラソータ・オペラ、アソロ・レパートリー・シアター、フロリダ・スタジオ・シアター、サラソータ・プレイアーズ、バニアン・シアター・カンパニーの他、様々なミュージカル、ダンス、芸術、劇の会場がある。1998年から毎年サラソータ映画祭を開催して、世界中の独立系映画を上映している。フロリダ州では最大級の映画祭になっている。2009年、毎年開催のリングリング国際芸術祭は、歴史あるアソロ劇場で開幕と閉幕の行事を行った。このベニスの劇場は、美術館が開催する様々な催しに使われている。
2010年、毎年歴史あるバーンズ広場で開催されるサラソータ・チョーク祭が、国内で初の国際的なストリート・ペインティングの祭となった。16世紀のイタリアで行われたストリート・ペインティングを祝うものであり、ドイツからマエストロ・マドナロであるエドガー・ミュラーを招き、ミュラーが最初の絵を描いて、昼から夜にはイメージを変えた。週末には数多い子供達が国際的に著名なストリート・ペインターと共に参加した。2013年の祭では、バーンズ広場からパイナップル・アベニューに沿って、ファィブポインツ公園までメインストリートを越えて会場が広げられたが、リングリング・アンド・メインのロータリーでは車の交通が流れていた。この祭は毎年テーマを変えており、新しい技術を導入している。壁画や「セログラフ・グラフィティ」など別の分野でもアベニダ・ド・コロレス社が同時にイベントを開催している。壁画の場合はストリート・ペインティングとは異なり、その後援者が保存に務めている。壁画は「ゴーイング・バーティカル」プロジェクトの一部であり、チョーク祭と同時開催される事もあるが、年間を通じて行われることが多い。パーム・アベニュー駐車場の公有地に発注された数点を除き、多くは私有地に置かれており、その場所はサラソータ郡ばかりではなくマナティ郡にも広がっている。壁画のツアーや地図も準備されている。
市内には海難救助、研究施設、および水族館であるモート・マリーン研究所、マリー・セルビー・植物園、G・ウィズ博物館、サラソータ・ジャングル庭園がある。また歴史的な場所や地区も多くある。
高等教育機関としては、公立教養系のニュー・カレッジ・オブ・フロリダ、私立のカイザー・カレッジ・オブ・サラソータ、フロリダ州立大学俳優訓練学校、リングリング芸術デザイン・カレッジ、セントピーターズバーグのエッカード・カレッジ衛星キャンパス、タラハシーのフロリダ州立大学医学校がある。その他に鍼治療と中国医療の認証カレッジであるイーストウェスト自然医学カレッジがある。
通学が可能な範囲にはフロリダ州立カレッジ・マナティ・サラソータ校、タンパの南フロリダ大学分校がある。
リングリング博物館があるので、イタリアの建築や文化が強い。数多い家屋や建物がイタリア様式で設計されており、中でもリングリングのサ・ドザンのようなベニス様式が名高い。イタリアに想を発した彫像も多く、ミケランジェロのダビデ像がサラソータ市の象徴として使われている（市のロゴを参照）。
サラソータ建築学派は、世紀半ばのモダニズム建築の異形として発展してきた。バウハウスやフランク・ロイド・ライトの「有機的な」建築の要素を取り込んでいる。この地域の亜熱帯気候に適合し、第二次世界大戦後に新しく開発された材料や工法を適用して発展してきた。フィリップ・ヒスがこの運動の推進者だった。
この新しいデザインを作り上げた建築家にはポール・ルドルフやラルフ・トウィッチェリがいた。第二世代には、ジーン・リーディ、ジャック・ウェスト、ビクター・ランディ、マーク・ハンプトン、ジェイムズ・ホリデイ、ラルフ・ジンマーマンが居り、現在でも活動している者としては、ウィリアム・ジンマーマン、カール・アボット、エドワード・J・"ティム"・シーバート、フランク・フォルサム・スミスがいる。
ルドルフのフロリダの家々は世界中の建築界で注目を集めた。ウェルズリー大学のジュウェット・アート・センターなど大型の案件を受注することから始まった。1958年ルドルフはイエール大学の校舎を設計した直後に、そこの建築学部長に選ばれた。その職を6年間務めた後、事業に戻った。
近年、ジャック・ウェストが設計建築した銀行ビルが、ゲイトウェイ銀行本社として改修され、再オープンされた。タミアミ・トレイルのバヒア・ビスタとの交差点にある。当初は解体される予定だったが、地域の歴史保存運動の指導者であるカフィ・ベンズの反対にあい、新しい計画が市の企画部内で承認を得ることになった。この建物には当初からあるジャック・カートリッジの彫刻が使われている。

### 歴史的な建物と場所
20世紀の終わりまでに市内の多くの歴史ある建物が解体されてきた。集合住宅の建設で湾沿いにあったウィテカー家の敷地全てが消し去られた。タミアミ・トレイルの東には彼等の墓地が残され、アメリカ独立戦争の娘達が所有している。市が所有するパイオニア公園の隣である。近年、クロッカー教会とビッドウェル・ウッド邸の2つが市の資産になった。ビッドウェル・ウッド邸は市内に残る最古の建造物である。ベロニカ・モーガンが設立したサラソータ歴史保存同盟のメンバーと主にモーガンがまず修復した。サラソータ郡歴史協会がその移管を手配した。これら建造物は市の公園に移設されたが、公園のスペースが減るという住民の反対の声もあった。過去10年間の腐朽のために再度の修復が必要とされている。
1970年代後半、サラソータ郡はチャールズ・リングリングが建設したテラス・ホテルを買収し、修復して郡政府ビルとして使っている。この建物と隣接する郡庁舎は1921年にできたサラソータ郡に寄付されたものであり、アメリカ合衆国国家歴史登録財に指定されている。郡庁舎はドワイト・ジェイムズ・バウムが設計した。
次の10年間で、オーウェン・バーンズが建設したランドマーク的ホテルであるエル・バーノナが、アパートに転換されていたが危険な状態になった。この時までにジョン・リングリング・タワーズと呼ばれ、リン鉱山主ガーディナーが買収し、それを本社にしようとしていた。テナント契約が解消され、建物の改修計画が立てられた。市政委員会は当初その計画を支持していたが、計画に反対するロビー活動が起こり、市政委員の1人が反対に回った。最終聴聞で計画は否決された。怒ったガーディナーは市を出て行き、それを引き継いだ者が解体しようとして派手な変更を施し、魅力無いものにした後、最後は放浪者が侵入したり、こそ泥の入るままとされていた。
この建物を保存するための町の運動が始まった。その中にはオーウェン・バーンズの不動産事務所があり、カール・ビッケルの家として使うために改修されていた。歴史保存組織であるサラソータ歴史保存同盟がベロニカ・モーガンによって設立され、この建物を救い、町全体の歴史保存を推進した。その努力に町の多くの建築家の援助もあり、ホテル開発グループが土地と構造物2件を買収し、アメリカ合衆国国家歴史登録財に登録したが、この資産に入札していた別の開発業者から訴訟を起こされた。法廷闘争の結果はホテル開発グループの敗訴となった。最後は2つの建物とも解体された。
1990年代には保存が成功した例もあった。トマス・リード・マーティンとクラレンス・A・マーティンが設計した展示場である市民会館がアメリカ合衆国国家歴史登録財に登録され、世界恐慌から回復する時代だった1937年に公共事業促進局が完成させた状態に、内面も外面も念入りに改修された。この施設を年間10万人が利用し、様々な行事が開催されている。その後、ジョージ・アルビー・フリーマンとルイス・A・サイモンが設計した連邦ビルも改修された。
1920年代の好況期にサラソータ湾北岸に建設された豪華な住居の大半も生き残ってきた。この建築群は湾の一番広い部分に沿った高台の大きな敷地に建設されており、その中心にジョン・アンド・メイブル・リングリング美術館がある。その中にはジョンとメイブル・リングリングの邸宅だったサ・ドザンもあり、ビル・ピュイグの支持で近年改修された。
しかし、20世紀半ばという比較的新しい時代のサラソータ建築学派に属する重要な建物が残っていない。それらは歴史保護の対象とするには新しく、一般の認識から外れることが多い。それらの文化的歴史的重要性を考慮されることなく、新しい開発計画のために解体される危険性が多い。ただし構造を残して新しい計画に統合する事が訴えられている。
2006年、サラソータ郡教育委員会はポール・ルドルフの最大の建造物であるリバービュー高校の解体を決めた。建築家、歴史保護家、都市計画家を含む多くの市民から反対の声が挙がったが、委員会はその結論に達した。その構造はこれ以上機能しないと考えた者は賛成した。賛否が大きく分かれた。ワールド・モニュメント財団はこの学校を、「2008年最も危険なサイト100件のリスト」で「メインストリート・モダン」のカテゴリーに入れた。
サラソータの町ではルドルフの建築に対する評価が分かれたが、国際的な美術界ではそうではなかった。ニューアーバニストの計画家で建築家のアンドレス・デュアニーは、学校の保存を強く支持した。2007年1月の大衆集会で、歴史保存運動の指導者カフィ・ベンズに計画について問われると、デュアニーは、解体を認めれば、サラソータ市は芸術の中心としての国際的な位置づけを失うことになると答えた。この歴史ある建物は学校全体の主要な構造物であり、プラネタリウムもあった。この高校を全国歴史保存信託の国内で最も危険性のある歴史建造物リストに入れる提案があった。
全国歴史保存信託が行った2007年3月のシャレットに続いてルドルフの建物を改修し保存する提案が進行した。教育委員会は提案された改修保存計画を検討するために1年間の猶予期間を決めた。その計画には構造物を解体するよりも、その上に運動場のある駐車場を建設する案もあった。
2008年6月初旬、教育委員会は学校を解体し、そのあとに駐車場を作ることを発表した。1年後の2009年6月、リバービュー高校が解体された。

### その他の文化的側面
サラソータ生まれで綱渡りのニック・ワレンダは、ナイアガラの滝やグランド・キャニオンの谷を渡ったことで国際的に知られている。数世代に渡ってサラソータに住み、訓練を積んできた空中曲芸と命知らずのパフォーマンスで知られたワレンダ家の一員である。
リングリング・サーカスが冬にいた間に多くのサーカス芸人がサラソータに住んだ。その家族の幾らかはベニスでの冬季宿営のために市を離れた後でも市内に残った。町の文化にはサーカスの強い伝統が残っている。
サラソータ市は、建築、美術、芸能および町に住んで働いた作家でも知られている。ジョン・D・マクドナルドはその小説の多くでサラソータを舞台に設定し、ランドマーク的な建物や有名な地元レストランなどを登場させている。タミアミ・トレイルのメル・オー・ディーは朽ち果てようとしているがまだ残っており、改修を待っている。
幾つかの映画がサラソータで撮影された。サラソータ・チョーク祭で開催されているストリートアートの「ゴーイング・バーティカル」プログラムに焦点を当てたものが、壁画家の制作した作品のドキュメンタリー映画『フロリダ:意図されなかった映画』で国際的に公開された。この祭と芸術家について制作された多くの映画の1つに過ぎない。
テレビ映画『Breaking Amish: Brave New World』はサラソータのパインクラフト地区が舞台になっている。『Breaking Amish』のスピンオフである。

## 経済

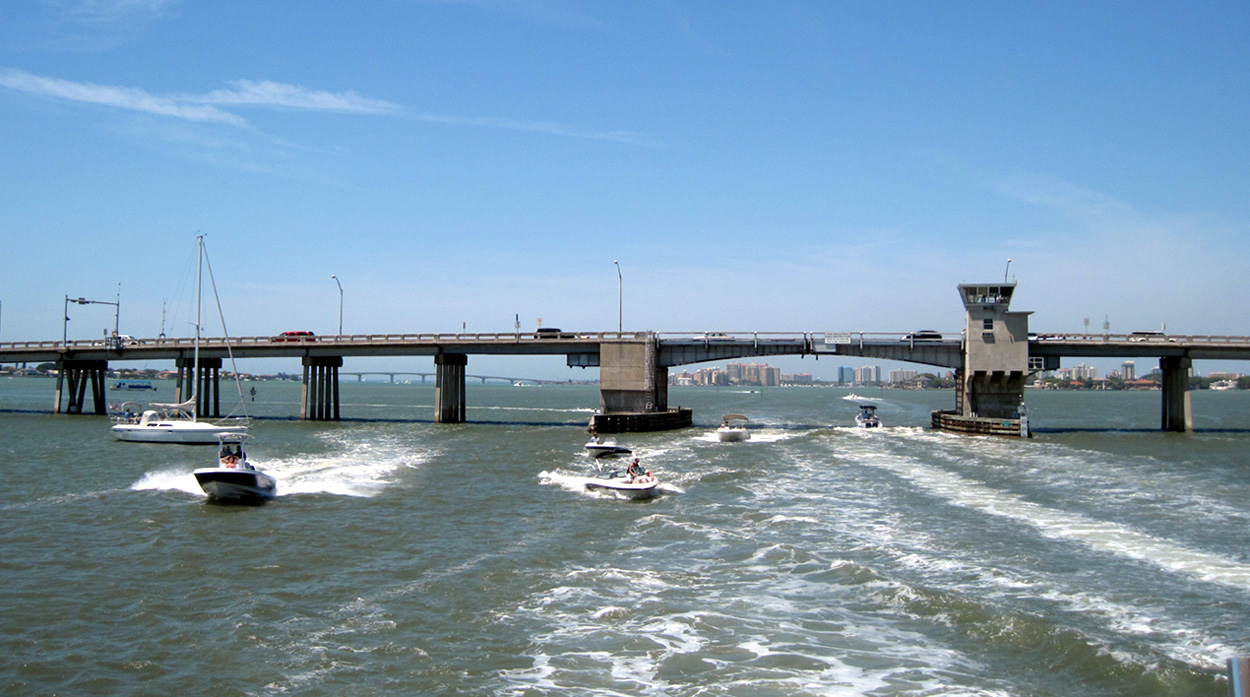
ベイブリッジ

サラソータを本拠とする会社には、ボアーズヘッド・プロビジョン社がある。主要雇用主としてはドクターズ・ホスピタル・オブ・サラソータ、APACカスタマーサービス、ゼニス、キャップジェミニがある。

## メディア
サラソータはニールセンの指定するタンパ・セントピーターズバーグ・サラソータ・テレビ市場に入っている。地元テレビ局としてはABC系列のWWSBがあり、サラソータでは唯一の全国系列局である。その他の系列や公共放送はフォートマイヤーズやタンパから放送されている。
アービトロンに拠れば、サラソータ・ブレイデントン・ラジオ市場は国内73位の規模であり、フロリダ州では第6位である。市内にはFM6局、AM3局のラジオ放送局がある。タンパベイやフォートマイヤーズからの放送も聴取できる。
市内の日刊紙は「サラソータ・ヘラルド・トリビューン」である。「SRQデイリー」は毎日更新される電子新聞であり、「サラソータ・オブザーバー」は週刊から日刊に変更された。週刊紙としては、2012年発刊の「サラソータ・ニューズ・リーダー」と「ジス・ウィーク・イン・サラソータ」がある。

## ギャラリー

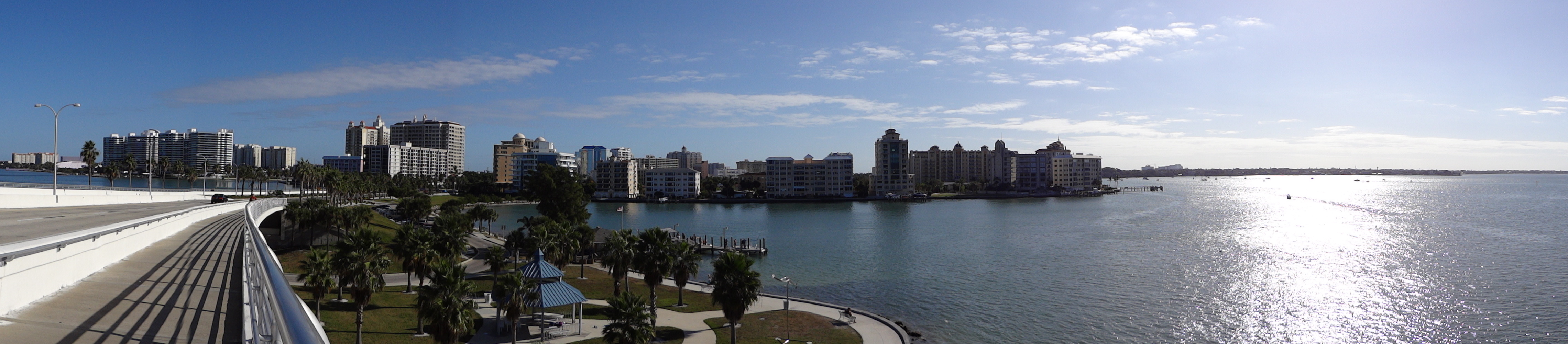
ジョン・リングリング・コーズウェイから見たサラソータ市スカイライン

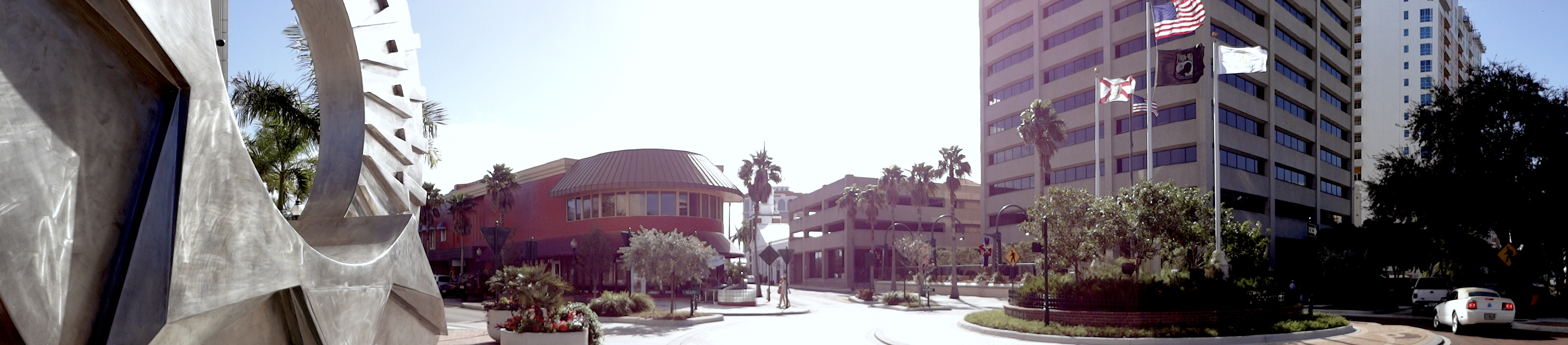
サラソータ市中心街のファイブポインツ・ロータリー、あちこちにある大衆芸術の例も見られる

## スポーツとレクリエーション

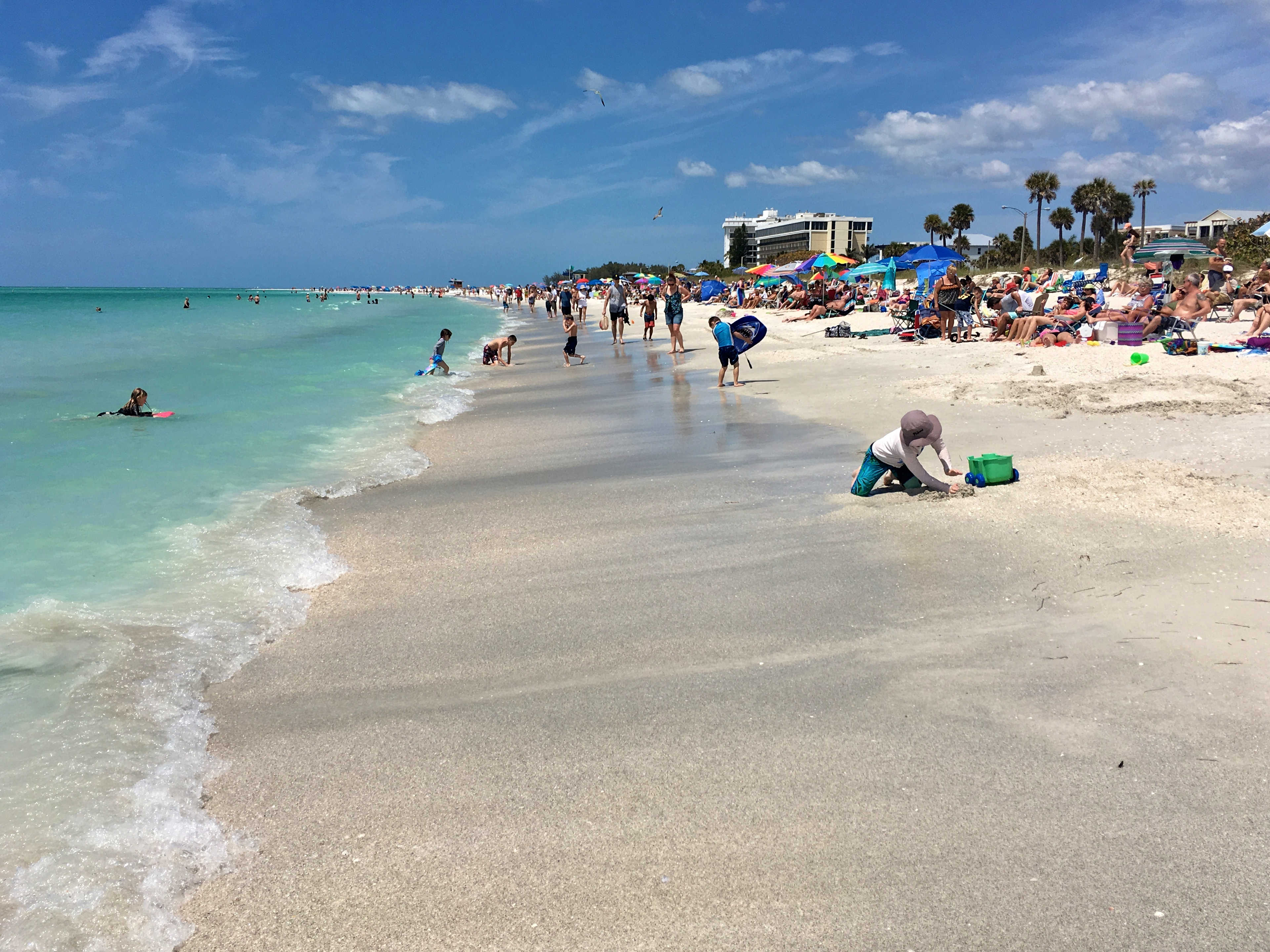
リドキー ビーチ

サラソータは温かい気候なので、スコットランド人がアメリカにもたらしたゴルフが人気のあるものになった。その一人が初期開拓者のジョン・ハミルトン・ジレスピーだった。ウィットフィールド地域にあるサラベイ・コースはゴルフ場設計家ドナルド・ロスが設計した。ゴルファーのボビー・ジョーンズがサラソータのゴルフ場を使っていた。地域には多くのゴルフ場があり、その中にはロングボートキーの南端にジョン・リングリングが計画したホテルのためのものもある。
サラソータ湾が豊穣だったので、釣りも人気のあるスポーツであり、初期には多くの金持ちや冒険家を惹き付けた。ターポンが最大の魚だが、巨大なガーなど多くの魚種がいた。
1937年、公共事業促進局、市政府、地元住人、事業主が金を出して、市民会館レクリエーションクラブが建設された。そこはスポーツ、娯楽、レクリエーションの中心となった。スポーツはバドミントン、バスケットボール、ボート、ローンボウリング、シャッフルボードからテニスまで幅広かった。会館ではカード、ダンス、ゲーム、ガーデニングなど多くの趣味の催しがあり、商業や教育のための集会所、地元学校や慈善事業で行事やダンスを行う会場になった。地元企業などが開催した展示会には観光客が訪れた。この建物はその建築と、毎週のように開催される幅広い地域行事の故にアメリカ合衆国国家歴史登録財に指定されている。
市内にはエド・スミス・スタジアムがあり、ボルチモア・オリオールズがスプリングトレーニングに使っている。ツインレイクス・パークにはマイナーリーグの施設もある。2つの施設ともに2010年春季トレーニング後にアップグレードされた。オリオールズとの協定により、サラソータでカル・リプケン青年野球教室を開催している。
サラソータ・マラソンは2005年に始まった。2010年にスポンサーが減り、出走者も減ったのでハーフマラソンに変更された。ジョン・アンド・メイブル・リングリング美術館近くをスタート・ゴール地点にしている。
水泳のチームが2つある。良く知られたサラソータ・シャークスは歴史があり、全国的な大会でも優勝してきた。新しいチームはサラソータ・ツナミであり、シャークスの元コーチが設立した。
サラソータ・セイリング・スクワドゥロンは活動的な施設であり、全国に知られたディンギーや大型艇のレガッタを開催してきた。

## 交通

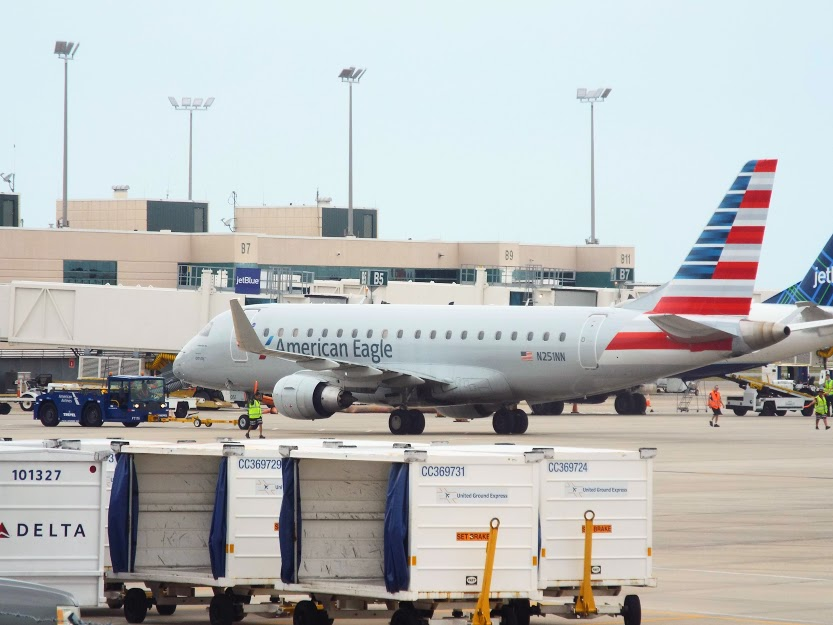
サラソータ・ブレイデントン国際空港

地域最大の空港はサラソータ・ブレーデントン国際空港であり、サラソータ郡とマナティ郡が共有している。5つの航空会社が主に国内とカナダに定期便を運航している。年間130万人以上の利用客がある。海外からの旅客のために入関手続きも可能である。セントピーターズバーグ・クリアウォーター国際空港とタンパ国際空港が車で北に約1時間の位置にあり、フォートマイヤーズのサウスウエスト・フロリダ国際空港も南に45分の距離にある。3空港は便数が多い。
サラソタ郡地域交通が郡内でバス便を運行している。マナティ郡地域交通との限られた接続便もある。ライトレール、通勤鉄道、長距離バスなどではタンパベイ地域交通局に加わって将来の交通インフラ整備の計画を立てている。現在の重要課題はフロリダ高速鉄道である。サラソータに停車するアムトラックの列車は無いが、中心街のサラソータ駅からタンパ・ユニオン駅までアムトラック・スルーウェイが運行している。CSXトランスポーテーションの貨物線がサラソータの工場の需要を賄っている。
メキシコ湾岸にあるので水上交通も重要である。沿岸内水路が5,000キロメートルの長さがあり、大西洋からタグボート、艀、レジャーボートが利用している。マナティ港とタンパ港が近くにある大水深港である。サラソータ湾に入った水路はサラソータ市中心街の桟橋までアクセスできる。
メキシコ湾岸にあることと、幾つかの大都市圏に近いことで、道路交通が重要である。
- 州間高速道路75号線 - 地域唯一の自動車専用道、町の中心から東10キロメートルを通り、南のマイアミや北のタンパに繋ぐ幹線道である
- アメリカ国道41号線 タミアミ・トレイル - 主要南北方向道、南からサラソータ市中心に入り、アメリカ国道301号線南端で西に向かい、ベイフロント・ドライブを辿った後、海岸に並行して北に向かう
- アメリカ国道301号線 - 国道41号線から北に向かう、国道41号線と州間高速道路75号線の間を並行してワシントン・ブールバードを辿る
- フロリダ州道780号線 - 3番通り/フルートビル道路 - 東西方向の幹線道国道41号線、同301号線、州間高速道路75号線を結ぶ
- フロリダ州道789号線 - ジョン・リングリング・コーズウェイとして始まり、バードキーとリードーキーに向かい、北に転じてメキシコ湾道路となる

サラソータ・ブレイデントン都市圏企画機構市民諮問委員会のメンバーからマイケル・ウォールワークの作品を紹介され、サラソータ市は市内幾つかの場所でロータリーを採用し、今後も計画がある。タミアミ・トレイルでも一連の近代的ロータリーを建設する意図があり、これを全国的な成功例にする考えである。メインストリート、パイナップル・アベニューとセントラル・アベニューの交差点に建設した後、近くのチャールズ・リングリング・ブールバードでは歴史あるバーンズ広場地域への入口に建設してきた。中心街では他にも計画がある。

## 姉妹都市
市政委員会は下記の都市を姉妹都市として指定するために選んできた。それらの都市とは文化や商業の結びつきを促進する目的で地理的にまた政治的に特徴ある地域の間で協調協定を結んでいる。姉妹都市は1836年にドイツのパーダーボルンやフランスのル・マンと結んだことに始まった。現在の適用は1931年に始まった。
- カナダ、オンタリオ州ハミルトン （1990年）[49]
- フランス、ペルピニャン （1994年）[50]
- イスラエル、テルモンド （1994年）[51]
- ロシア、ウラジーミル （1994年）[52]
- イギリス、スコットランド、ファイフ、ダンファームリン （2002年）
- イタリア、トレヴィーゾ (2007年2月)[53]
- 中華人民共和国、福建省、廈門市思明区 （2007年）[54]
- メキシコ、ユカタン州、メリダ（2010年）